# Шафранов Семен Миколайович
Семен Миколайович Шафранов (1820–1888) — педагог. Директор Колегії Павла Ґалаґана в Києві.

## Життєпис
Народився в сім'ї священика, в місті Ряжськ Рязанської губернії. Навчався в Рязанської духовної семінарії.
Після закінчення у 1841 році 1-го відділення Історико-філологічний факультет Московського університету та філософського факультету Московського університету зі ступенем кандидата, він був направлений (з 3 липня 1842 роки) старшим вчителем російської мови та словесності в Ризьку гімназію. У 1851 році йому була оголошена подяка піклувальника Дерптського навчального округу. У 1852 році, після захисту в Московському університеті дослідження «Про види російських дієслів в синтаксичному відношенні» (М., 1852), він був затверджений у ступені магістра російської словесності. Спільно з І. Николічем Шафранов склав «Руську хрестоматію для вживання в училищах Прибалтійських губерній» і.
У 1862 році він став інспектором 5-ї Санкт-Петербурзької гімназії, а в лютому 1863 він був призначений директором училищ Санкт-Петербурзької губернії. Залишаючись на цій посаді, Шафранов в 1863 році був призначений членом Санкт-Петербурзького статистичного комітету.
У 1865 році Семен Шафранов зарахований до Міністерству державного майна, і слідом за тим призначений керуючим Прибалтійською палатою державного майна. У 1867 році він був призначений на посаду керуючого Саратовською конторою іноземних поселенців. У 1868 році, 31 березня, він був проведений в чин дійсного статського радника і в 1869 році призначений на посаду директора училищ Костромської губернії.
У 1870 році призначений директором 6-ї Московської гімназії, де для згуртування учнів придумував всілякі засоби, в тому числі і освітні прогулянки за місто. Він звертав увагу і на естетичний розвиток учнів; Шафранов, що володів хорошим голосом і рідкісної музикальністю, організував в гімназії хор, слухати який спеціально приїжджав Микола Рубінштейн і дуже хвалив. Хоча практики шафранові освітні екскурсії були незабаром заборонені, але згодом повсюдно відновлені. Як згадував вихованець 6-ї гімназії: «Шафранов не пропускав жодного ювілею, скільки-небудь важливого для історії російської освіти, жодної річниці смерті або народження великого російського діяча або літератора <…> Хто-небудь з викладачів вимовляв відповідну до випадку промову, з нарисом життя покійного, учитель Закону служив панахиду і теж виголошував коротеньке слово, потім учнями читалися вголос уривки з творів письменника».
У 1873—1876 роках він став директором колегії Павла Ґалаґана в Києві.
З 4 листопада 1876 року до виходу у відставку в 1884 році він очолював Першу полтавську гімназію.
Поселившись в селі Нікольському, він цілком присвятив себе сільській школі.
Помер 8 квітня 1888 року в селі Нікольському Мізинці Ряжського повіту Рязанської губернії.